# David Sánchez Juliao
David Sánchez Juliao (Santa Cruz de Lorica, 24 de noviembre de 1945-Bogotá, 9 de febrero de 2011) fue un escritor, periodista, cuentista y diplomático colombiano.

## Biografía
Publicó novelas, cuentos, fábulas, historias para niños y testimonios escritos y grabados de viva voz con editoriales de Colombia y otros países. Recibió en varias oportunidades el Premio Nacional de Cuento, lo mismo que el de Libro de Cuentos y el Premio Nacional de Novela Plaza y Janés con Pero sigo siendo el rey. De esta novela, como de otras de sus obras, se ha hecho una versión para televisión difundida ampliamente en muchas lenguas. Sus historias grabadas han merecido cinco galardones de Disco de Platino Sonolux y Disco de Oro MTM, y las adaptaciones de sus obras para cine y televisión han merecido diecisiete Premios India Catalina en el Festival de Cine de Cartagena. Sánchez Juliao ha sido traducido a doce idiomas y residió, por razones académicas y diplomáticas, en cuatro continentes. Fue profesor invitado en universidades de Norte y Suramérica, Europa, Asia, África y Oceanía, continentes en los cuales residió por años.
Fue embajador de Colombia en la India y en Egipto entre 1991 y 1995, países en los que, mientras ejercía sus funciones de jefe de Misión Diplomática, se desempeñó como profesor universitario ad honorem. Obtuvo el Premio Internacional Dulcinea 2000 otorgado por la Asociación Cervantina de Barcelona. La Fundación Libros y Letras le otorgó el Premio Nacional de Literatura 2003 por Vida y Obra.
En 2011 preparaba un nuevo libro sobre viajes, un primer libro de poemas y una nueva novela. Su última aparición en público fue el 6 de febrero de 2011, en el municipio de Puerto Colombia, Atlántico, al que asistió como invitado especial de la Fundación Puerto Colombia, para un conversatorio junto al cineasta Ernesto McCausland, con motivo de la apertura del cine club.
Fue el primer escritor en el mundo en grabar un audiolibro en 1975 en un casete en el cual grabó por un lado ¿Por qué me llevas al hospital en canoa, papá?, y por el otro El Pachanga, ganando varios premios tales como Disco de Oro y el Disco de Platino popularizaron el formato. Murió el 9 de febrero de 2011 en Bogotá.

## Obras publicadas
Libros de cuentos
- 1973: ¿Por qué me llevas al hospital en canoa, papá?.
- 1974: Historias de Raca Mandaca.
- 1976: El arca de Noé.
- 1979: Nadie es profeta en Lorica.
- 1981: Abraham al humor, El Pachanga, El Flecha.
- 2003: Memorias de un viajero que quiso ser alcatraz.

Novelas
- 1977: Cachaco, palomo y gato.
- 1983: Pero sigo siendo el rey (sinfonía para lector y mariachi, opus 1); obra ganadora del tercer concurso de novela Plaza y Janés).
- 1986-1987 Gallito Ramirez
- 1986: Mi sangre aunque plebeya.
- 1988: Buenos días, América.
- 1989: Aquí yace Julián Patrón.
- 1998: Danza de redención.
- 2005: Dulce veneno moreno.
- 2006: El flecha II: (el retorno).
- 2009: El hombre que era así...

Infantil
- 1978: A vuelo de pájaro.
- 1978: El burrito Toto.
- 1978: El coyote.
- 1978: Una buena lección.
- 1978: Tía hamaca y tía cama.
- 1990: El país más hermoso del mundo.
- 2001: Geografía animal y otras rimas.
- 2004: No todo lo que brilla (obra de teatro).
- 2006: Roberto el terco.
- 2007. La muy divertida historia de la cucarachita Martínez y su goloso marido el señor don Ratón Pérez.
- 2008: Lucia: ¡la maga en fotografía!.
- 2009: Aventura en la montaña.

Otros
- 1970: Antonio de la Torre y Miranda: fundador de cuarenta y tres poblaciones en la Provincia de Cartagena y las Sabanas del Sinú.
- 1979: Un hombre a través de la anécdota.
- 1983: Una década: 1973-1983 (Incluye: «¿Por qué me llevas al hospital en canoa, papá?»; «Historias de Raca Mandaca»; «El arca de Noé»; «Cachaco, palomo y gato»; «Nadie es profeta en Lorica»; «Abraham al humor, El Pachanga, El flecha»; «Pedrito»).
- 1989: El cacique y la diosa: argumento para televisión.
- 1995: María Bonita: argumento para televisión.
- 2011: De viaje por el mundo.

## Publicaciones en inglés
- Here lies buried Julian the Patron.
- The Red Snapper (short story: cuento corto).
- Literature In Times of conflict: The Challeges of writing in today’s Colombia.
- Oral tradition, written word and communications systems in colombia literature.

## Traducciones
- 1988 (al griego): Pero sigo siendo el rey (novela). Atenas: Signos. Traductor: Manolei Basilakis.
- 1985 (al chino): Pero sigo siendo el rey (novela). Buró de Traductores de China. Traductores: Wang Shiguán y Ying Cheng-dong.
- 1990 (al griego): Mi sangre aunque plebeya (novela). Atenas: Signos. Traductora: Kletty Barajas.
- 1982 (al neerlandés): La lástima. Ámsterdam: Van Gennep.
- 1993 (al alemán): ¿Por qué me llevas al hospital en canoa?; Berlín: Haus Der Kulturen Der Welt.
- 1992 (al hindi): El rincón de la mujer de blanco. Nueva Delhi (India): Colombian Cultural Center.
- 1993 (al panyabi): ¿Por qué me llevas al hospital en canoa?; Nueva Delhi (India): Colombian Cultural Center.
- 1993 (al inglés): Juancho, the bird hunter. Nueva Delhi (India): Colombian Cultural Center.
- 1993 (al inglés): ¿Por qué me llevas al hospital en canoa?; Nueva Delhi (India): Colombian Cultural Center.
- 1993 (al inglés): El rincón de la mujer de blanco. Nueva Delhi (India): Colombian Cultural Center.
- 2009 (al español): El cazador de tigres (texto) David Sánchez Juliao